# Dippin' Dots
A Dippin' Dots é um snack de sorvete inventado por Curt Jones em 1988. A confecção é criada através do congelamento rápido da mistura de sorvete em nitrogênio líquido. O snack é fabricado pela Dippin' Dots, Inc., com sede em Paducah, Kentucky. Os Dippin' Dots são vendidos em 14 países, incluindo as Honduras e o Luxemburgo.
Dado que o produto requer armazenamento a temperaturas inferiores a -40 °C (-40 °F), não é vendido na maioria das mercearias, uma vez que a maioria não consegue satisfazer requisitos de refrigeração tão extremos.
Os Dippin' Dots são vendidos em porções individuais em pontos de venda franquiados. Muitos deles encontram-se em estádios, arenas, centros comerciais e máquinas de venda automática, embora também existam em aquários, jardins zoológicos, museus e parques temáticos.

## História

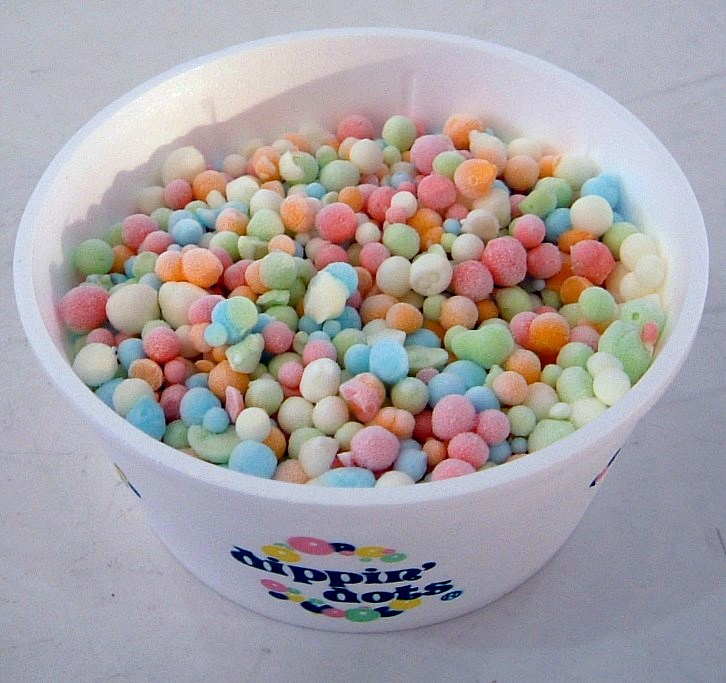
Sorvete com Sabor Dippin' Dots

A Dippin' Dots foi fundada em Paducah, Kentucky, em 1988. Foi originalmente inventado como ração para vacas quando Jones, que se especializou em criogenia, estava a tentar criar uma forragem eficiente para os animais da quinta.
A empresa está atualmente sediada em Paducah, Kentucky.
Em 1992, a Dippin' Dots recebeu a patente americana 5.126.156 para o seu processo de fabrico de gelados e, em 1996, processou sem sucesso o seu principal concorrente, a Mini Melts, por violação de patente, perdendo o processo em fevereiro de 2007.
O Japão tornou-se o primeiro licenciado internacional da Dippin' Dots em 1995.
Em 2007, o U.S. Patent and Trademark Office decidiu contra a Dippin' Dots porque o processo de criação do sorvete era “óbvio” e não proprietário.
Em 4 de novembro de 2011, a empresa solicitou a proteção contra falência ao abrigo do Capítulo 11, depois de não ter chegado a acordo com o seu credor, o Regions Bank. De acordo com o The New York Times, o banco estava a tentar executar a hipoteca da Dippin' Dots há mais de um ano.
Em 18 de maio de 2012, o Tribunal de Falências dos Estados Unidos aprovou a compra da empresa por Scott Fischer e o seu pai Mark Fischer. Os Fischers tinham co-fundado a Chaparral Energy em Oklahoma City, Oklahoma. Mantiveram o fundador da empresa, Curt Jones, como CEO, e planearam a expansão de 1 600 locais de venda para 2.000 locais, mantendo a produção e a sede em Paducah, onde empregava 165 pessoas.
Em meados de 2014, a empresa adquiriu o franchisador de pipocas gourmet Doc Popcorn, que tinha cerca de 100 lojas. Em 10 de fevereiro de 2015, a empresa anunciou que iria comercializar conjuntamente lojas com ambos os produtos. As lojas de 1.000 pés quadrados venderiam Dippin' Dots e Doc Popcorn, com um balcão de vendas, caixa registadora e empregados comuns.
Em maio de 2022, a J&J Snack Foods Corp. anunciou que iria adquirir a Dippin' Dots por US$ 222 milhões, e a aquisição foi concluída em 21 de junho de 2022.